# Vuurtoren van Workum
De Vuurtoren van Workum (Bijnaam: Toarntsje) is de voormalige witte vierkante bakstenen vuurtoren of lichtopstand van Workum aan het IJsselmeer op de Hylperdyk langs kanaal It Soal.

## Geschiedenis
De oorspronkelijke vuurtoren werd in 1643 gebouwd toen ook de dijk tussen Workum en Hindeloopen werd aangelegd. Hij bestond toen uit vier eiken steunen, een vierkante eiken voet en een ijzeren plaat, waarop de vuurkorf stond.  Die houten stellage werd door een stenen toren vervangen die drie verdiepingen had en in 1712 werd er een huis bij gebouwd.
Rond 1880 werd het open vuur vervangen door een olielantaarn. Toen veertig jaar later de kustverlichting werd genationaliseerd, bleef Workum zijn eigen toren onderhouden. De toren zorgde voor inkomsten, want langskomende schepen moesten vuur- en bakengeld betalen. Met de opbrengst hiervan werd de zeesluis onderhouden.
In 1932 werd de olielantaarn gedoofd, na de afsluiting van de Zuiderzee. Er werd een lichtenlijn van twee bakens van gaslampen geplaatst. Dit waren weer stellages met vier steunen, net als de eerste vuurbakens, maar deze werden van ijzer gemaakt. 
Tot 1983 werd gebruikgemaakt van deze gaslampen. De vuurtorenwachter klom via een ladder tweemaal daags naar boven om de lampen handmatig te bedienen. 
In 1984 werden de gaslampen overgenomen door de provincie. Nu zijn er elektrische lampen die op zonnecellen werken.
Tegen de witte vierkante toren staat het huis van de laatste vuurtorenwachter, wijlen Reid de Jong, die in 2004 Ridder in de Orde van Oranje-Nassau werd. Hij woonde er tot zijn dood in november 2020 zelfvoorzienend met als enige nuts-aansluiting een telefoonlijn die door de Wehrmacht is aangelegd.

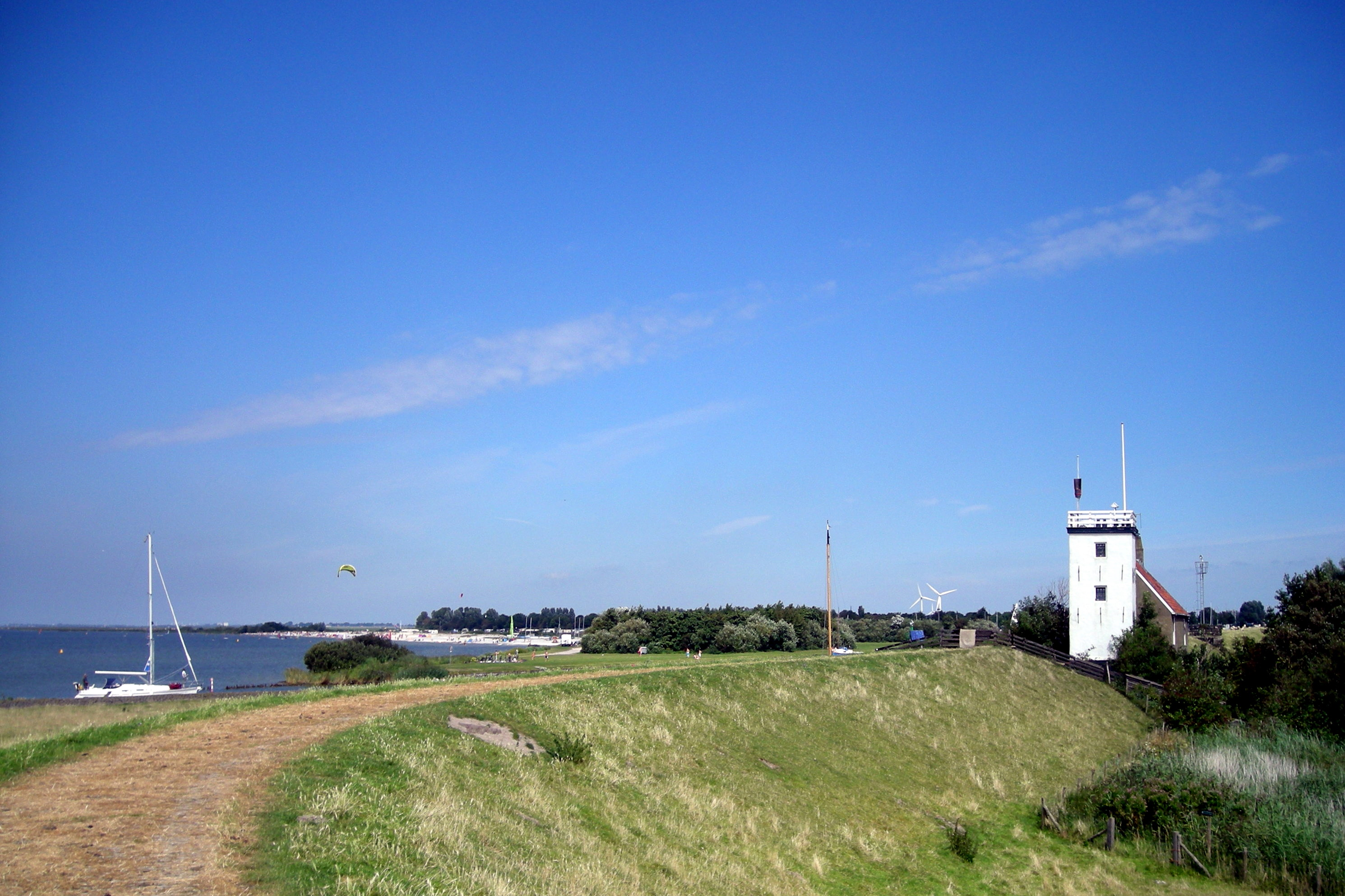
Omgeving vuurtoren Workum
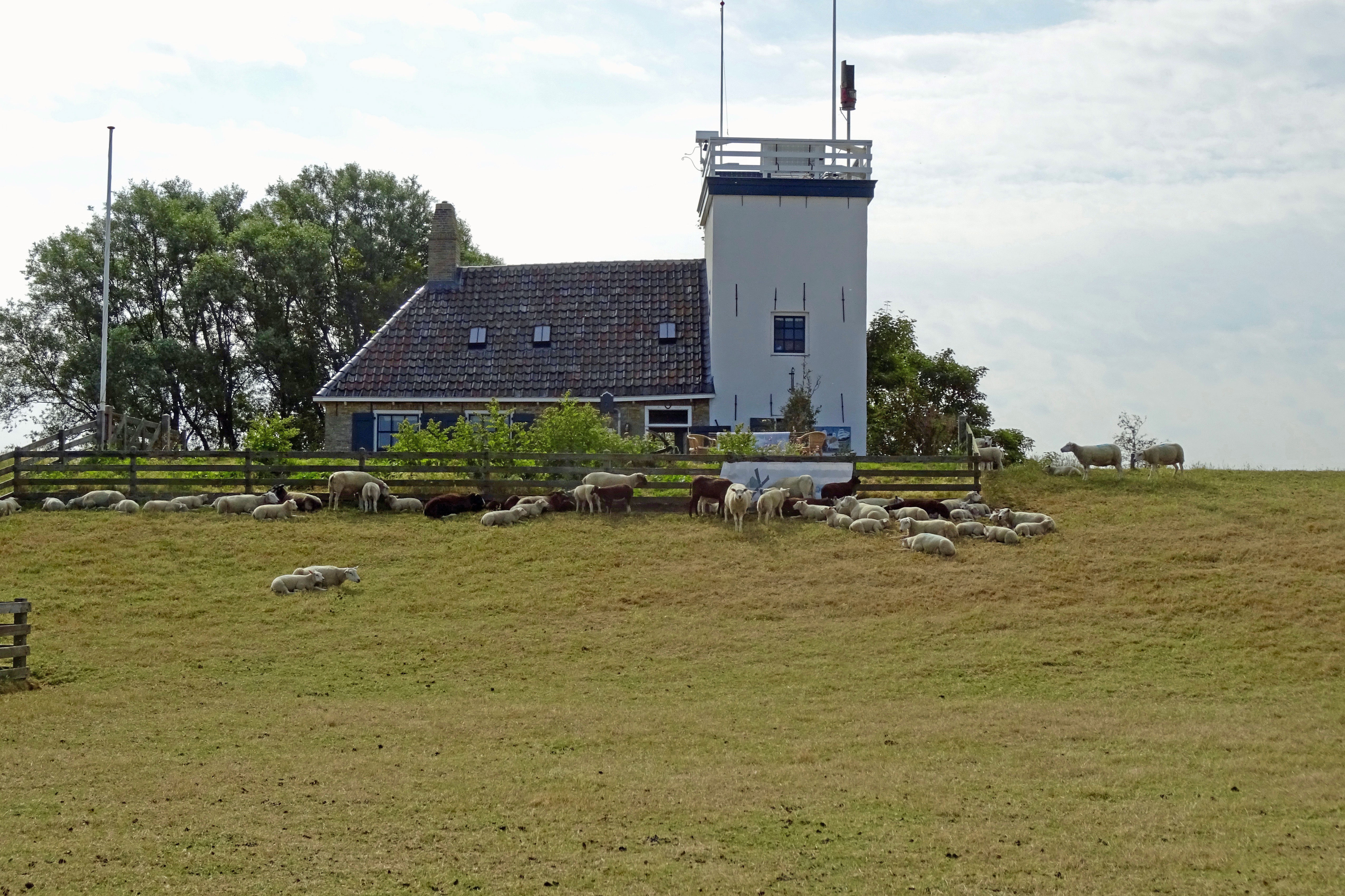
Noordzijde

## Strontrace
Eenmaal per jaar wordt in de herfstvakantie de Strontrace gezeild van Workum naar Warmond en terug. In 2004 werd als verrassing door de laatste vuurtorenwachter een vuur op de vuurtoren ontstoken. De marifoon meldde aan de schippers dat dit het baken van Workum is. Sindsdien wordt dat ieder jaar gedaan.
Lemmer ·
Stavoren ·
Workum ·
Vuurduin ·
Brandaris ·
Harlingen ·
Ameland · 
Noordertoren · 
Zuidertoren